# Nathan Dyer
Nathan Antone Jonah Dyer (* 29. November 1987 in Trowbridge) ist ein ehemaliger englischer Fußballspieler, der hauptsächlich als Mittelfeldspieler fungierte.

## Karriere
Dyer begann seine Karriere im Juniorenbereich des FC Southampton, bei dem er 2005 auch einen Profivertrag unterschrieb. Nach einer anschließenden, mehrmonatigen Leihe zum FC Burnley wurde Dyer in den folgenden Spielzeiten regelmäßig als Ersatzspieler des südenglischen Vereines eingesetzt. Erst 2008 folgte eine erneute Leihe, diesmal zu Sheffield United, bei denen er aber nur sehr unregelmäßig eingesetzt werde. Erst, als er Anfang 2009 zu Swansea City ausgeliehen wurde, wurde er Stammspieler. Swansea bot ihm anschließend auch einen festen Vertrag an, weshalb er noch 2009 seinen Heimatverein Southampton in Richtung Südwales verließ.
Seinen Stammplatz konnte er auch unter diesen veränderten Bedingungen behalten; in den folgenden Jahren wurde er über 300 Mal für Swansea eingesetzt. 2011 stieg der Verein unter seiner Mithilfe in die Premier League auf. Mit dem Verein gewann er auch den League Cup 2012/13. Beim finalen 5:0-Sieg über Bradford City schoss Dyer gleich zwei Tore. Nur ein weiteres Mal wurde er ausgeliehen – in der Saison 2015/16 zu Leicester City, mit denen er direkt die Premier League 2015/16 gewann. Als 2020 sein Vertrag bei Swansea auslief, galt er zunächst für einige Monate als vereinslos. Im Juli 2021 beendete er schließlich seine Karriere. Eine zweite Karriere als Trainer schloss er zu diesem Zeitpunkt aus, er wolle aber als Mentor für jüngere Spieler fungieren wollen.

## Erfolge
- Englischer Meister: 2015/16
- League Cup: 2013